# Notre musique
 (octobre 2022).
Si vous disposez d'ouvrages ou d'articles de référence ou si vous connaissez des sites web de qualité traitant du thème abordé ici, merci de compléter l'article en donnant les références utiles à sa vérifiabilité et en les liant à la section « Notes et références ».
Pour plus de détails, voir Fiche technique et Distribution.
Notre musique est un film français réalisé par Jean-Luc Godard et sorti sur les écrans en mai 2004.

## Synopsis
Ce film se compose de trois parties de longueurs inégales :
- « Royaume 1 - Enfer » est composée de diverses images de guerre, sans ordre chronologique ni historique. Les images sont issues de films documentaires, de documents de propagande des armées ou de films de fiction. Aucun son original mais de la musique et quelques phrases. Ces séquences très courtes résument les différentes façons de dominer, de tuer ou de mourir.
- « Royaume 2 - Purgatoire » est la partie la plus longue. Elle se déroule dans la ville de Sarajevo à l'occasion des Rencontres européennes du livre, organisées par le Centre André Malraux et qui réunissaient de grands écrivains non seulement de toute l'Europe mais du monde entier. Il s'agit de conférences ou de simples conversations à propos de la nécessité de la poésie, de l'image de soi et de l'autre, de la Palestine et d'Israël, des Indiens d'Amérique, et qui sont le fait de personnes réelles comme de personnages imaginaires. Une visite au pont de Mostar, en reconstruction, symbolise l'échange entre culpabilité et pardon. Godard lui-même propose une leçon de décodage des images, en nous montrant comment deux images semblables peuvent être lues de façons radicalement opposées en fonction du mythe qui peut exister en arrière-plan. De multiples récits renvoyant à plusieurs enjeux géopolitiques contemporains se tissent sur fond de mémoire des grands affrontements du passé, et parmi les traces de la guerre qui a ravagé les Balkans.
- « Royaume 3 - Paradis » montre une jeune femme qui, s'étant sacrifiée pour la paix en Israël, trouve sa récompense au bord d'un lac idyllique, mais étroitement surveillé. Godard nous livre ce terrible avertissement : « Les rues du Paradis sont gardées par les Marines des États-Unis d'Amérique »

## Fiche technique
- Réalisation : Jean-Luc Godard
- Scénario : Jean-Luc Godard
- Directeur de la photographie : Julien Hirsch
- Genre : drame
- Société de production: Avventura Films
- Pays de production:  France,  Suisse
- Format : Couleur - 35mm - 1,37:1
- Durée : 80 minutes

## Distribution
- Sarah Adler : Judith Lerner
- Nade Dieu : Olga Brodsky
- Rony Kramer : Ramos Garcia
- Jean-Christophe Bouvet : C. Maillard
- George Aguilar : l'Indien
- Leticia Gutiérrez : l'Indienne
- Simon Eine : Olivier Naville
- et dans leurs propres rôles :
  - Jean-Luc Godard
  - Juan Goytisolo
  - Mahmoud Darwich
  - Jean-Paul Curnier
  - Pierre Bergounioux
  - Gilles Pecqueux

## Analyse
Godard tente de trouver les racines communes de toutes les guerres. Il rend hommage à travers les livres et une bibliothèque désolée au Fahrenheit 451, celui de François Truffaut.
Dans Notre musique, Jean-Luc Godard prend le parti du peuple palestinien. Il se met lui-même en scène dans une conférence devant des étudiants où il utilise deux photos prises en 1948 lors de la création de l'état d'Israël. L'une présente des Israéliens fous de joie débarquant sur une plage de la Terre promise, tandis que l'autre montre des Palestiniens chassés vers la mer. Le peuple israélien entre pour lui alors dans la fiction tandis que le peuple palestinien entre dans le documentaire. Il se sert de cet exemple comme paradigme de ce que sont le champ et le contrechamp au cinéma, un regard, puis un autre, créant du sens.

## Accueil et réception critique
Le film est présenté hors compétition au festival de Cannes 2004.

### Distinction
- Prix FIPRESCI du Festival de Cannes remis par la critique internationale